# Zeaksantin
Zeaksantin je eden izmed najpogostejših karotenoidnih pigmentov v naravi. Ime izhaja iz znanstvenega imena za koruzo, Zea mays, ter iz starogrške besede starogrško ξανθος: xanthos - rumeno (glej tudi ksantofil).
Zeaksantin je v naravi pogost pigment in daje rumeno barvo npr. koruzi in papriki pa tudi nekaterim živalim, kot je rod ptic Carduelis (npr. čižek), prisoten pa je tudi v pravem žafranu in mnogih drugih rastlinah, katerim daje značilni barvni odtenek. Pri človeku je prisoten v rumeni pegi (macula lutea) v mrežnici in ščiti to področje pred presežkom modre in ultravijolične svetlobe (UV). Lutein, soroden karotenoidni pigment, je prisoten v obrobnih predelih mrežnice. Število E spojine je E161h.
Zeaksantin ščiti tudi pred starostno degeneracijo makule. Dobri viri zeaksantina v prehrani so od zelenjave: ohrovt, zelena solata, repa, brokoli, bučke, koruza, grah, blitva in brstični ohrovt, od sadja pa kivi in goji.